# Eye of the Beholder II: The Legend of Darkmoon
Eye of the Beholder II: The Legend of Darkmoon est un jeu vidéo de type dungeon crawler développé par Westwood Associates et édité par Strategic Simulations, Inc. en 1991. Initialement sorti sur PC, le jeu a été adapté sur Amiga, FM Towns et PC-98.
Il s'agit de la suite de Eye of the Beholder.

## Scénario
Le scénario, contrairement à celui du premier volet, occupe une place dans le jeu, bien qu'il n'en constitue toujours pas l'attrait majeur (qui se trouve toujours dans l'originalité des énigmes).
Khelben Arunsun, archimage d'Eauprofonde, convoque les héros pour leur soumettre une nouvelle quête : rechercher une personne nommée Amber, qui n'est pas revenue du temple de Luneténébreuse (traduction de Darkmoon figurant dans le manuel utilisateur en français).
Les prêtres se révèlent très vite maléfiques, préparant une grande armée de morts-vivants pour envahir Eauprofonde.
Après un très bref épisode introductif dans la forêt du temple, et dans le hall d'entrée de celui-ci, le jeu de rôle retrouve le style de son prédécesseur : l'aventure dans un labyrinthe avec des énigmes en très grand nombre, qui nécessitent de plus en plus d'imagination de la part du joueur.

## Système de jeu
L'interface est exactement la même que celle d'Eye of the Beholder I : un quart de l'écran est réservé à la « scène » et le reste aux contrôles (boussole et touches directionnelles en bas et accès aux équipements et au contrôle des personnages à droite).
La progression dans l'univers du jeu se fait « case par case » : l'équipe est soudée (tous les personnages sont sur la même case) et aucune transition n'est affichée à l'écran pour le passage d'une case à une autre.
Ceci permet aux développeurs de créer des pièges comme les « dalles tournantes », qui consistent à faire changer la direction dans laquelle le groupe se déplace lors du passage sur une case donnée, sans autre indice que la boussole (et même parfois sans aucun indice). Ainsi, le joueur peut très bien avancer puis revenir sur ses pas sans s'en rendre compte (puisque de son côté, il a utilisé uniquement la touche directionnelle permettant d'avancer).

## Versions
La version Amiga a été modifiée en 2006, afin de passer la version 32 couleurs OCS en 256 couleurs AGA pour Amiga 1200 (qui se lance à présent uniquement depuis le Workbench). La version Amiga partage le même type de fichier que la version PC. Eye Of the Beholder II a été intégralement traduit en français par un traducteur (dlfrsilver - Denis Lechevalier) et un programmeur bénévoles (CFOU! - Bertrand Jardel), afin de relancer l'intérêt du jeu, après que le précédent opus ait subi le même traitement.

## Accueil
| Eye of the Beholder II   |    |        |
| Sur PC (1991)            |    |        |
| ACE                      | US | 89,3 % |
| Computer and Video Games | US | 86 %   |
| Dragon                   | US | 5/5    |
| Gen4                     | FR | 94 %   |
| Joystick                 | FR | 95 %   |
| Retroarchives.fr         | FR | 19/20  |
| Tilt                     | FR | 19/20  |
| Sur Amiga (1992)         |    |        |
| Amiga Action             | US | 93 %   |
| Amiga Computing          | US | 93 %   |
| Amiga Format             | US | 91 %   |
| Amiga Power              | US | 86 %   |
| CU Amiga                 | US | 92 %   |

Au total, 73 109 copies du jeu sont vendues par Strategic Simulations.
Rétrospectivement, la journaliste Scorpia du magazine Computer Gaming World juge que Eye of the Beholder II est « plus substantiel » que son prédécesseur avec de meilleures énigmes et plus de zones à explorer. Elle juge en revanche que les combats restent son point faible en expliquant que rien n’a été fait pour améliorer la gestion de plusieurs personnages lors des affrontements. Elle note également que la fin du jeu consiste en un affrontement classique, et encore plus difficile que dans le premier volet, contre un gros méchant mais conclut tout de même qu’il s’agit d’un jeu indispensable pour les fans de la série.